# Selkirkiella magallanes
Selkirkiella magallanes är en spindelart som först beskrevs av Claude Lévi 1963.  Selkirkiella magallanes ingår i släktet Selkirkiella och familjen klotspindlar. Inga underarter finns listade i Catalogue of Life.